# エンジニアリング業
エンジニアリング業（エンジニアリングぎょう) またはエンジニアリング産業（エンジニアリングさんぎょう、Engineering, procurement and construction) は、プラント系施設など大規模施設の建設に伴う機器資材類の調達等も含んだ設計や建設を行う業種。
厚生労働省が定める能力評価基準にも定められている。

経済産業省では、プラント・エンジニアリング産業を定義している。

関連団体として、財団法人エンジニアリング振興協会がある。